# شب‌های روشن (فیلم ۱۹۱۶)
شب‌های روشن (انگلیسی: White Nights) فیلمی در ژانر درام به کارگردانی الکساندر کوردا است که در سال ۱۹۱۶ منتشر شد. این فیلم موفقیتی بزرگ و یکی از اولین فیلم‌های مجاری بود که به کشورهای دیگر فرستاده شد.

## کتابشناسی
- Kulik, Karol. Alexander Korda: The Man Who Could Work Miracles. Virgin Books, 1990.